# Volleyball Franches-Montagnes 2018-2019
Questa voce raccoglie le informazioni riguardanti il Volleyball Franches-Montagnes nella stagione 2018-2019.

## Organigramma societario
Area direttiva
- Presidente: Benoit Gogniat

Area tecnica
- Allenatore: Olivier Lardier
- Secondo allenatore: Leonardo Portaleoni
- Scoutman: Luca Gyger

Area sanitaria
- Medico: Thierry Maître
- Fisioterapista: Centre PhysioSanté
- Massaggiatrice: Rachel Vuilleumier, Glenn Vuilleumier

## Rosa
| N° | Nome                      | Ruolo | Data di nascita   | Nazionalità sportiva |
| -- | ------------------------- | ----- | ----------------- | -------------------- |
| 1  | Jurja Vlašic              | P     | 12 agosto 1993    | Croazia              |
| 2  | Nada Mitrović             | S     | 22 ottobre 1994   | Serbia               |
| 4  | Natalia Cukseeva          | S     | 22 gennaio 1990   | Germania             |
| 8  | Larissa Rothenbühler      | C     | 1º giugno 1997    | Svizzera             |
| 9  | Aleksandra Szafraniec     | C     | 23 settembre 1989 | Polonia              |
| 10 | Marie-Hélène Klopfenstein | C     | 10 febbraio 2000  | Svizzera             |
| 11 | Tea Jurić                 | O     | 29 aprile 1993    | Croazia              |
| 12 | Coralie Varé              | S     | 31 luglio 2000    | Svizzera             |
| 13 | Lara Hasler               | L     | 24 gennaio 1999   | Svizzera             |
| 14 | Manon Nicolet             | L     | 26 agosto 1999    | Svizzera             |